# Kim Harris
Kim Harris (født 11. februar 1960) er en dansk skuespiller. Harris er uddannet fra Skuespillerskolen ved Odense Teater i 1982. Han er søn af Preben og Bende Harris. Kim Harris er i dag instruktør for Herning Kongrescenter og Nyborg Voldspil samt underviser på Dansk Talentakademi i Holstebro.

## Filmografi
- Ved vejen (1988)
- Rejseholdet (tv-serie, 1983)